# Homôľka (950 m)
Homôľka (950 m) – szczyt w zachodniej części Niżnych Tatr na Słowacji. Znajduje się w tzw. Grupie Salatynów (Salatíny) w dolnej części Doliny Lupczańskiej (Ľupčianska dolina). Wznosi się w zakończeniu północno-wschodniego grzbietu Małego Salatyna (Malý Salatín). Wschodnie stoki opadają do Doliny Lupczańskiej, północne na pola uprawne i zabudowane obszary miejscowości Partizánska Ľupča i Liptovské Sliače. Znajdują się na nich Sliačske travertiny. Stoki wschodnie opadają do doliny potoku o nazwie Vyšnosliačsky potok.
Homôľka znajduje się poza granicami Parku Narodowego Niżne Tatry. Nie prowadzi przez nią żaden znakowany szlak turystyczny. Jest niemal całkowicie porośnięta lasem, tylko w grzbietowych partiach są niewielkie polany będące pozostałościami dawnych hal. Grzbietem z Sliačskich travertynów biegnie droga leśna na znajdujący się w tym samym grzbiecie szczyt Sliačska Magura.

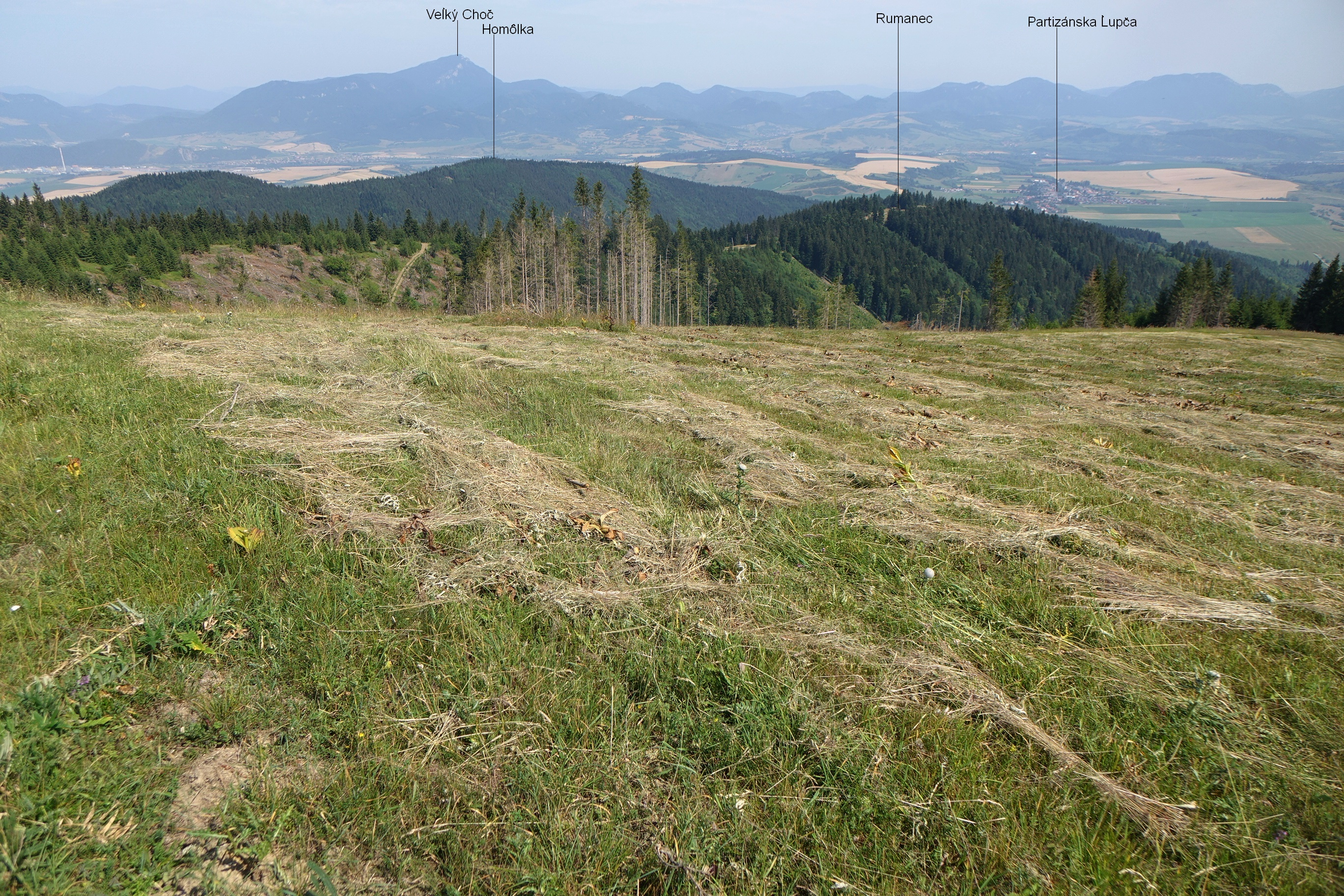
Widok ze szczytu Predná Magura